# Harij
Harij là một thành phố và khu đô thị của quận Patan thuộc bang Gujarat, Ấn Độ.

## Địa lý
Harij có vị trí 23°42′B 71°54′Đ / 23,7°B 71,9°Đ Nó có độ cao trung bình là 33 mét (108 feet).

## Nhân khẩu
Theo điều tra dân số năm 2001 của Ấn Độ, Harij có dân số 18.388 người. Phái nam chiếm 53% tổng số dân và phái nữ chiếm 47%. Harij có tỷ lệ 57% biết đọc biết viết, thấp hơn tỷ lệ trung bình toàn quốc là 59,5%: tỷ lệ cho phái nam là 65%, và tỷ lệ cho phái nữ là 47%. Tại Harij, 15% dân số nhỏ hơn 6 tuổi.